# تپه منبع آب خراسان شمالی

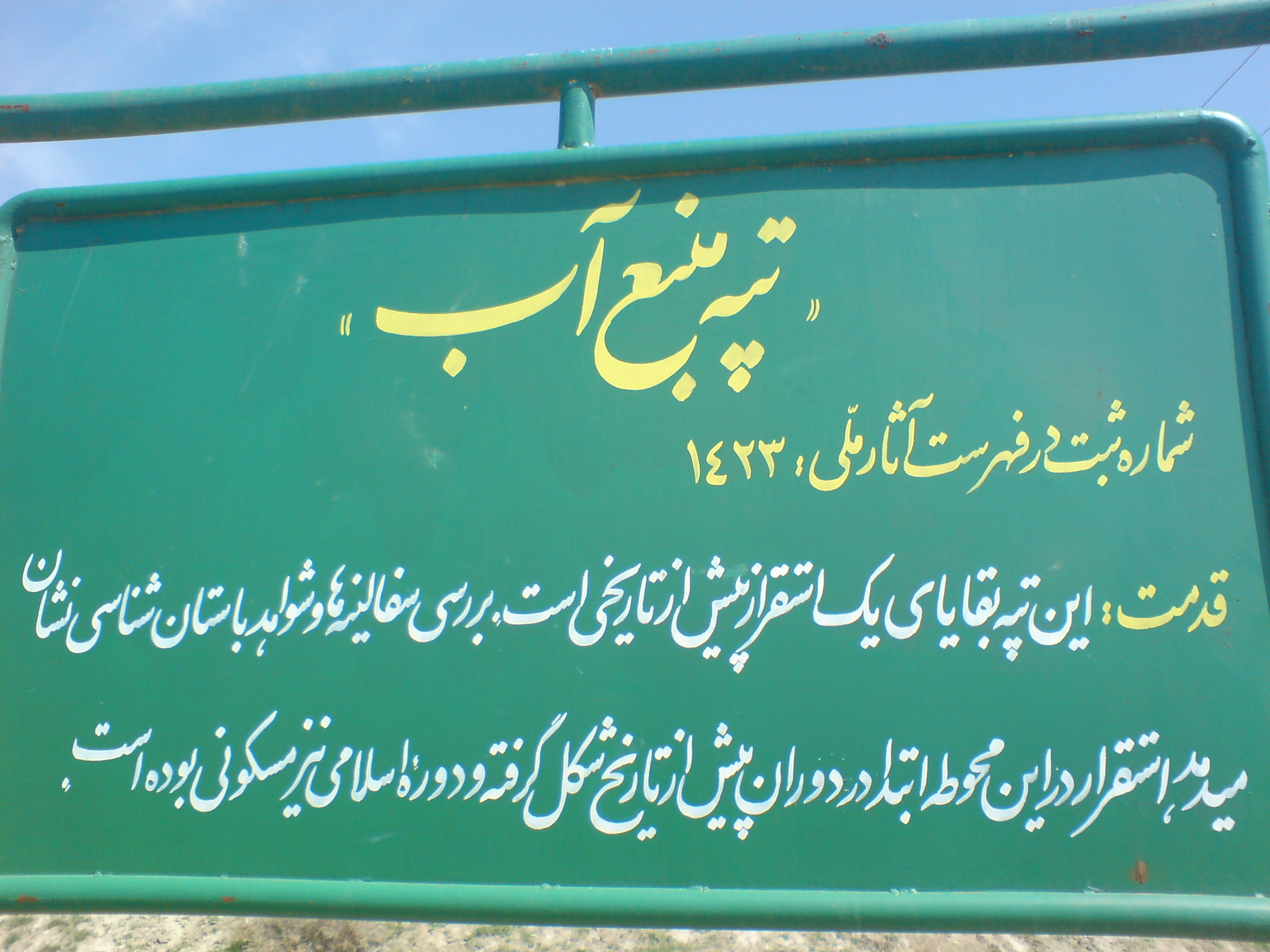

۳۷°۴۲′۸٫۸۴″ شمالی ۵۶°۵۵′۲۶٫۰۹″ شرقی / ۳۷٫۷۰۲۴۵۵۶°شمالی ۵۶٫۹۲۳۹۱۳۹°شرقی
تپه منبع آب روستای عشق آباد مانه در شهرستان مانه و سملقان، بخش مانه، ۱۰۰ متری شرق روستای عشق آباد واقع شده و این اثر با شمارهٔ ثبت ۱۴۲۳ به‌عنوان یکی از آثار ملی ایران به ثبت رسیده‌است. علت نامگذاری وجود منبع آب سابق روستای عشق آباد، که از آجر ساخته شده، در قسمت شرقی این تپه است.